# Liste französischer Inseln
Eine Liste der französischen Inseln.

## Inseln im offenen Meer

### Europäische Atlantikküste und Ärmelkanal

#### Normandie
Im Cotentin:
- Îles Saint-Marcouf
- Tatihou
- Île Pelée
- Îles Chausey oder Chausey-Inseln

Im Avranchin:
- Mont Saint-Michel
- Tombelaine

#### Bretagne
- Île de Batz
- Belle-Île
- Bréhat-Inseln (Inselgruppe)
  - Île Ar-Morbic
  - Île Béniguet
  - Île de Bréhat
  - Île Lavrec
  - Île Logodec
  - Île Maudez
  - Île Raguenez (Raguenès)
  - Île Raguenez Meur
  - Île Verte
- Île Callot vor Carantec
- Cézembre vor Saint-Malo
- Île d’Er vor Plougrescant
- Glénan (Inselgruppe)
- Grand Bé und Petit Bé vor Saint-Malo
- Île Grande (vor Pleumeur-Bodou)
- Groix
- Île d’Hœdic
- Île d’Houat
- Molène
- Ouessant
- Île de Sein
- Sept Îles (Inselgruppe)
  - Île Bono
  - (Île) Rouzic

Im Binnenmeer Golf von Morbihan:
- Île d’Arz
- Île aux Moines
- Île de Berder
- Île de Boëd

#### Pays de la Loire
- Île Dumet
- Île de Noirmoutier
- Île d’Yeu

#### Nouvelle-Aquitaine
- Île d’Aix
- Île Madame
- Île d’Oléron
- Île de Ré

### Mittelmeer
- Île de Bendor (Bandol)
- Korsika :
  - Îles Lavezzi
- Île des Embiez
- Îles d’Hyères :
  - Île du Levant
  - Porquerolles
  - Port-Cros
- Îles de Lérins :
  - Sainte-Marguerite
  - Saint-Honorat
  - Saint-Ferréol
  - Îl Saint de la Tradeliere
- Île d’Or
- Îles marseillaises :
  - Île Calseraigne
  - Congloué
  - Archipel du Frioul :
    - Île d’If
    - Pomègues
    - Ratonneau

  - Île de Jarre
  - Île Maïre
  - Île de Planier
  - Île de Riou
  - Île Tiboulen
- Île Verte (La Ciotat)

### Karibik

#### Guadeloupe
- la Désirade
- Guadeloupe
- Marie-Galante
- Petite Terre
- les Saintes :
  - Les Augustins
  - La Coche
  - Grand îlet
  - Îlet à cabris
  - Le Paté
  - La Redonde
  - Terre-de-bas
  - Terre-de-haut

#### Martinique
- Martinique
- Rocher du Diamant

#### Saint-Barthélemy
- Saint-Barthélemy
- Île Chevreau où « Île Bonhomme »
- Île Coco
- Île Fourchue
- Île Frégate
- Île le Boulanger
- Île Pelé
- Île Petit Jean
- Île Toc Vers
- La Tortue où « l'Ecalle »
- Pain de Surcre

#### Saint-Martin
- Saint-Martin (nur der Nordteil der Insel; der Südteil heißt Sint Maarten und ist ein autonomer Landesteil der Niederlande; vgl. Liste geteilter Inseln)

### Atlantik (Westküste)

#### Französisch-Guayana
- Îles du Salut :
  - Île du diable
  - Île Royale
  - Île Saint Joseph
- Îlets Dupont
- Îlets de Rémire
  - la Mère,
  - le Père,
  - le Malingre,
  - les Mamelles (2)

#### Saint-Pierre und Miquelon
- Miquelon
- Saint-Pierre

### Pazifik

#### Französisch-Polynesien
- Îles Australes oder Austral-Inseln:
  - Îles Tubuai:
    - Tubuai
    - Îles Maria
    - Raivavae
    - Rimatara
    - Rurutu

  - Îles Bass:
    - Marotiri
    - Rapa Iti
- Îles Gambier:
  - Mangareva
  - Temoe
- Îles Marquises oder Marquesas
  - Groupe Septentrional:
    - Eiao
    - Hatutu
    - Nuku Hiva
    - Motu Iti (Marquesas)
    - Motu One
    - Ua Huka
    - Ua Pou

  - Groupe Méridional:
    - Hiva Oa
    - Fatu Hiva
    - Fatu Huku
    - Molopu
    - Motu Nao oder Rocher Thomasset
    - Tahuata
- Îles de la Société oder Gesellschaftsinseln:
  - Îles du Vent:
    - Tahiti
    - Maiao
    - Mehetia
    - Moorea
    - Tetiaroa

  - Îles Sous-le-Vent:
    - Raiatea
    - Tahaa
    - Tupai
    - Huahine
    - Bora Bora
    - Maupiti
    - Manuae
    - Maupihaa
    - Motu One
- Archipel des Tuamotu
  - Fangataufa
  - Mururoa
  - siehe auch: Liste der Tuamotu-Inseln

#### Clipperton
von Französisch-Polynesien verwaltet: 
- Île Clipperton oder Île de la Passion

#### Neukaledonien
- Grande Terre
  - Île Baaba
  - Île Balabio
  - Île Ouen
  - Île Yandé
- Îles Loyauté:
  - Lifou
  - Maré
  - Ouvéa
  - Tiga
- Îles Belep:
  - Île Art
  - Île Pott
- Île des Pins

#### Wallis und Futuna
- Wallis-Inseln
  - Uvéa (frz. auch Wallis)
- Horn-Inseln
  - Futuna
  - Alofi

### Indischer Ozean

#### Réunion
- Réunion
- Petite Île

#### Mayotte
- Mayotte
- Île Pamanzi
- Île M'Zambourou

#### Französische Süd- und Antarktisgebiete
- Crozetinseln :
  - Îlots des Apôtres
  - Île aux Cochons
  - Île de l’Est
  - Île des Pingouins
  - Île de la Possession
- Kerguelen :
  - Île de Castries
  - Île Foch
  - Grande Terre
  - Île Howe
  - Île Leygues
  - Îles Nuageuses
  - Île de l’Ouest
  - Île du Port
  - Île Saint-Lanne Gramont
  - Île Violette
- Saint-Paul und Amsterdam :
  - Île Amsterdam
  - Île Saint-Paul

#### Îles éparses
- Bassas da India
- Europa
- Îles Glorieuses
- Juan de Nova
- Tromelin

## Binneninseln
- Inseln in der Seine:
  - Île l'Aumône
  - Île de la Cité
  - Île aux Cygnes
  - Île aux Dames
  - Île des Impressionistes oder Île de Chatou bei Chatou
  - Île de la Jatte
  - Île Saint-Denis
  - Île Saint-Germain
  - Île Saint-Louis
  - Île Seguin
- Inseln in der Rhone:
  - Île de la Barthelasse